# Friuli Grave
Friuli Grave è una denominazione di origine controllata assegnata ad alcuni vini prodotti nel Friuli-Venezia Giulia centrale.
Viene gestita dal Consorzio Tutela Vini Doc Friuli Grave con sede a San Vito al Tagliamento.
Con l'esclusione del Novello e del Rosato, tutte le tipologie possono essere contraddistinte dalla qualificazione "riserva" (ma senza la dizione "superiore") se immessi al consumo dopo due anni a partire dall'11 novembre dell'annata della vendemmia.